# Кызыл-Покун
Кызыл-Покун — аул в Малокарачаевском районе Карачаево-Черкесской Республики. 
Образует муниципальное образование Кызыл-Покунское сельское поселение, как единственный населённый пункт в его составе.

## География
Аул расположен у истоков одного из правых притоков реки Кума, в 18 км к западу от районного центра — села Учкекен и в 55 км к юго-востоку от города Черкесск. 

## История
До 1920-х годов, на месте современного села находился посёлок Михайловский, основанный в конце XIX века. 
В 1921 году на месте заброшенного посёлка, карачаевскими переселенцами был основан аул Кызыл-Покун. 

## Население
| 2002 | 2010 | 2012 | 2013 | 2014 | 2015 | 2016 |
| ---- | ---- | ---- | ---- | ---- | ---- | ---- |
| 786  | ↗927 | ↗960 | ↘933 | ↘926 | ↗938 | ↘909 |
| 2017 | 2018 | 2019 | 2020 | 2021 | 2023 | 2024 |
| ↘883 | ↗884 | ↘881 | ↘864 | ↗962 | ↘947 | ↗952 |
| 2025 |      |      |      |      |      |      |
| ↘944 |      |      |      |      |      |      |